# Andrena ardis
Andrena ardis är en biart som beskrevs av Laberge 1967. Andrena ardis ingår i släktet sandbin, och familjen grävbin. Inga underarter finns listade i Catalogue of Life.